# Tri-State Tollway
El Tri-State Tollway es una carretera de peaje mantenida por el Illinois State Toll Highway Authority (ISTHA) en el noreste del estado de Illinois considerada como una de las autopistas más transitadas en los Estados Unidos (según la IBTTA, el paje es el cuarto más transitado del país). La autopista es una combinación de tres diferentes interestatales:
- La Interestatal 80 entre la Interestatal 94 en Thornton y la Interestatal 294 cerca de Hazel Crest
- La I-294, en la cual es concurrente con la I-80 a Hazel Crest, gira al norte en Deerfield
- La I-94 al norte de Deerfield a la U.S. Route 41[3]